# Hercegovina
Hercegovína je pokrajina na jugu države Bosne in Hercegovine. Njene meje niso enoznačno določene; z okrog 11.500 do 12.000 kvadratnimi kilometri zavzema slabo četrtino države. Največje in osrednje hercegovsko mesto je Mostar.
Hercegovina, kar pomeni »ozemlje hercega« oziroma »vojvodstvo«, se imenuje po plemiču Stjepanu Vukčiću Kosači, ki je naziv velikega vojvode prevzel leta 1448. Po zavzetju ozemlja s strani Osmanskega cesarstva je to ozemlje postalo Hercegovski sandžak znotraj Bosanskega pašaluka (ejaleta), ki je bil med letoma 1833 in 1851 povzdignjen v lasten Hercegovski pašaluk. Glavno mesto je bilo v Foči. Na berlinskem kongresu 1878 je večina Hercegovine padla pod avstro-ogrsko upravo, njen vzhodni del pa je pripadel Črni gori. Danes je po daytonskem sporazumu Hercegovina razdeljena med Federacijo BiH z večinsko hrvaškim prebivalstvom in Republiko Srbsko s pretežno srbskim prebivalstvom, oboji pomešani z Bošnjaki.
Zemljepisno se Hercegovina sestoji iz dveh celot, nizke in visoke Hercegovine. Nizka Hercegovina je submediteranskega značaja in obsega območje spodnjega toka reke Neretve s pritoki; oblikovana je v apnenčaste visoke ravni in kraška polja, pri Neumskem zalivu ima 20 km dolg izhod na Jadransko morje. Visoka Hercegovina severno od nje je grajena iz visokega krasa in pripada goratemu osrednjemu delu Bosne in Hercegovine s pogorji Čvrsnica in Prenj. Po geotektonski in geomorfološki sestavi se Hercegovina znatno razlikuje od Bosne. Najpomembnejša vodotoka sta Neretva, dolga 225 kilometrov, in ponornica Trebišnjica s 96,5 kilometra nadzemne dolžine.
Večja mesta v Hercegovini so Mostar (60.195 prebivalcev), Trebinje (23.770), Konjic (10.732), Bileća (7616), Posušje (6267), Široki Brijeg (6149), Čapljina (5774), Gacko (5363), Nevesinje (5162), Grude (4347), Ljubuški (4023), Stolac (3816) in Neum (3013).